# Христюк Юлія Вікторівна
Юлія Вікторівна Христюк (нар. 7 квітня 2003) — українська футболістка та футзалістка, півзахисниця американської команди «Ешвілл Сіті».

## Клубна кар'єра

### Ранні роки
З 6-річного віку займалася настільним тенісом. Але вже через рік захопилася футболом, проте через відсутність дівочої футбольної команди та наполягання батьків у Вінниці змушена була повернутися до зайнять настільним тенісом. У 10-річному віці записалася до шкільної футбольної секції. Перший тренер — Олександр Васильович Дудник. Потім на юнацькому рівні виступала за вінницькі школи «Інтеграл» та ОДЮСШ Блохіна-Бєланова.

### «ЕМС-Поділля»
Дорослу футбольну кар'єру розпочала в складі клубу Першої ліги України «ЕМС-Поділля», до заявки якого була внесена в квітні 2018 року (після досягнення 16-річного віку). У сезоні 2018/19 років допомогла дійти команді до фіналу Першої ліги, в якому вінничанки з рахунком 0:4 поступилися «Маріупольчанці». Протягом тривалого періоду часу була капітаном команди. Наприкінці лютого 2021 року відзаявлена «ЕМС-Поділля».
Навесні 2020 року стало відомо, що Юлія підписала 4-річний контракт з Old Dominion University (Вірджинський університет), який набуває чинності з літа 2021 року. Переїзду Христюк до США посприяли Ніколь Козлова та її батько Дмитро.

### Кар'єра футзалістки
Футзальну кар'єру також розпочала в юні роки. Переможниця міжнародного футзального турніру Мотасальвано Futsal Cup. З 2018 по 2020 рік виступала за футзальну команду «Чорноморець» (Одеса), а з 2020 по 2021 рік — ЗХ-ДЮСШ-1 (Хмельницький).

## Кар'єра в збірній
У 2015 році отримала дебютний виклик від Сергія Сапронова до юнацької збірної України (WU-17). На юнацькому зіграла щонайменше 12 поєдинків. Напередодні товариських матчів проти Азербайджану вперше отримала капітанську пов'язку.
У футболці національної збірної України дебютувала 10 червня 2021 року в програному (0:8) виїзному товариському поєдинку проти Японії. Юлія вийшла на поле на 76-ій хвилині, замінивши Надію Куніну.